# Fej Siao-tchung
Fej Siao-tchung (čínsky pchin-jinem Fèi Xiàotōng, znaky zjednodušené 费孝通; 2. listopadu 1910 – 24. dubna 2005) byl čínský antropolog, sociolog a politik, místopředseda stálého výboru Všečínského shromáždění lidových zástupců (1988–1998), místopředseda celostátního výboru Čínského lidového politického poradního shromáždění (1983–1988) a místopředseda (1979–1987) a předseda (1987–1996) Čínské demokratické ligy, jedné z menších politických stran Čínské lidové republiky. Vystudoval sociologii a antropologii v Číně a Londýně, patřil k předním čínským antropologům, který spoluzaložil sociologická a antropologická studia čínského venkova a národnostních menšin.

## Život
Fej Siao-tchung se narodil 2. listopadu 1910 v okrese Wu-ťiang v provincii Ťiang-su. Roku 1933 dokončil tříletá studia sociologie na univerzitě Jen-ťing v Pekingu, pokračoval studiem sociální antropologie na univerzitě Čching-chua. Roku 1936 odešel na Londýnskou školu ekonomických a politických věd studovat u Bronisława Malinowského, roku 1938 získal na Londýnské univerzitě doktorát s prací Život rolníků v Číně. Roku 1938 se vrátil do Číny a obdržel jmenování profesorem antropologie na Jünnanské univerzitě. Na pozvání vlády USA odjel roku 1943 přednášet na Harvardovu univerzitu, pak Chicagskou univerzitu a Institut pacifických vztahů v New Yorku. Po návratu do Číny přednášel antropologii na univerzitě Čching-chua, na které byl do roku 1952 současně prorektorem, roku 1946 krátce vyučoval na Londýnské ekonomické škole. Patřil k zakládající generaci čínských antropologů a sociologů, který se jako jeden z prvních věnoval výzkumům života na venkově a zejména národnostních menšin. 
Roku 1945 vstoupil do Čínské demokratické ligy, později jedné z menších politických stran Čínské lidové republiky. Ze založením Čínské lidové republiky byl roku 1949 jmenován členem výboru pro kulturu a vzdělání státní administrativní rady, od roku 1951 byl současně členem komise pro národnosti státní administrativní rady/státní rady a v letech 1957–1958 jejím místopředsedou. Současně byl v letech 1956–1958 členem stálého výboru ústředního výboru Čínské demokratické ligy. V letech 1952–1957 byl viceprezidentem Ústředního ústavu pro národnosti a členem oddělení filozofie a společenských věd Čínské akademie věd; od roku 1957 byl profesorem antropologie v Ústředním ústavu pro národnosti. Roku 1954 byl zvolen poslancem Všečínského shromáždění lidových zástupců, v následujících volbách roku 1959 a 1964 se stal členem celostátního výboru Čínského lidového politického poradního shromáždění.
Během kampaně sta květů se vyslovoval kriticky k některým aspektům politiky komunistické strany, v následné kampani proti pravičákům byl ostře kritizován a byly mu omezeny možnosti výuky i publikace. Během kulturní revoluce byl odstraněn z výuky a „převychováván“.
Po roce 1972 se vrátil k veřejné činnosti a do konce 70. let přijal vysoké odborné i politické funkce. Roku 1978 byl zvolen členem stálého výboru celostátního výboru Čínského lidového politického poradního shromáždění a předsedou Sociologické společnosti. Při obnovení vedení Čínské demokratické ligy roku 1979 byl zvolen místopředsedou jejího ústředního výboru, v letech 1979–1983 byl členem komise pro národnosti státní rady, zaujal funkci zástupce ředitele Etnologického ústavu Čínské akademie sociálních věd (1978–1982) a v letech 1980–1982 vedl Sociologický ústav Čínské akademie sociálních věd. Roku 1980 byl jedním ze soudců v procesu se skupinou Lin Piaa a  Ťiang Čching u zvláštního soudu Nejvyššího lidového soudu. Od roku 1982 do konce života působil jako profesor na katedře sociologie Pekingské univerzity a od roku 1985 byl na několik let ředitelem Sociologického ústavu Pekingské univerzity.
Roku 1983 byl zvolen místopředsedou celostátního výboru Čínského lidového politického poradního shromáždění a v následujících dvou volebních obdobích v letech 1988–1998 zastával funkci místopředsedy stálého výboru Všečínského shromáždění lidových zástupců. Současně v lednu 1987 povýšil na předsedu ústředního výboru Čínské demokratické ligy, kterým byl do konce roku 1996, kdy ho nahradil Ting Š’-sun.
Zemřel v Pekingu 24. dubna 2005 ve věku 94 let.